# Hrádek (České středohoří)
Hrádek (též Oltářík) je kopec s nadmořskou výškou 568 m nad vsí Děkovka v Českém středohoří v okrese Litoměřice. Na jeho vrcholku se nachází zřícenina hradu Oltářík. Ze zříceniny je kruhový výhled na okolní kopce Českého středohoří a nížinu dolního Poohří.

## Geologie
Neovulkanický vrch ze sodalitického tefritu ve vulkanické brekcii vznikl mrazovým zvětráváním žilného tělesa. Na vrcholu a úbočích se vyskytují mrazové sruby, kamenná moře a další jevy svahových procesů.

## Přístup
Na rozcestí Děkovka červené turistické značené cesty vedoucí mezi Vlastislaví a Lhotou se odbočí po modré turistické značce ke hradu. Cesta na vrchol ke hradu obtáčí kopec po směru hodinových ručiček. Zřícenina na vrcholu je volně přístupná a otevírá se z ní kruhový výhled na okolní kopce Českého středohoří a nížinu dolního Poohří.

## Galerie

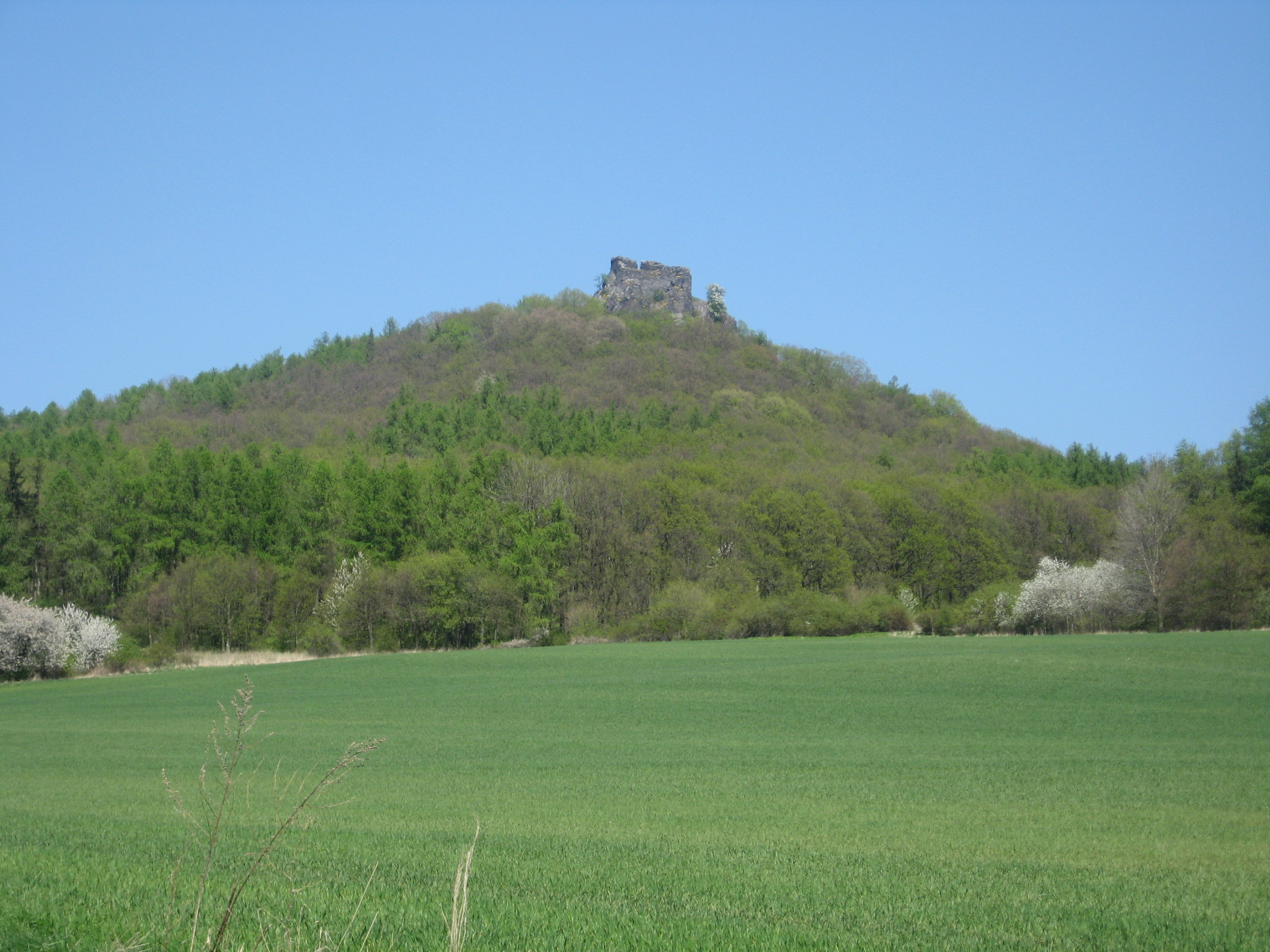
Hrádek od Dřemčic
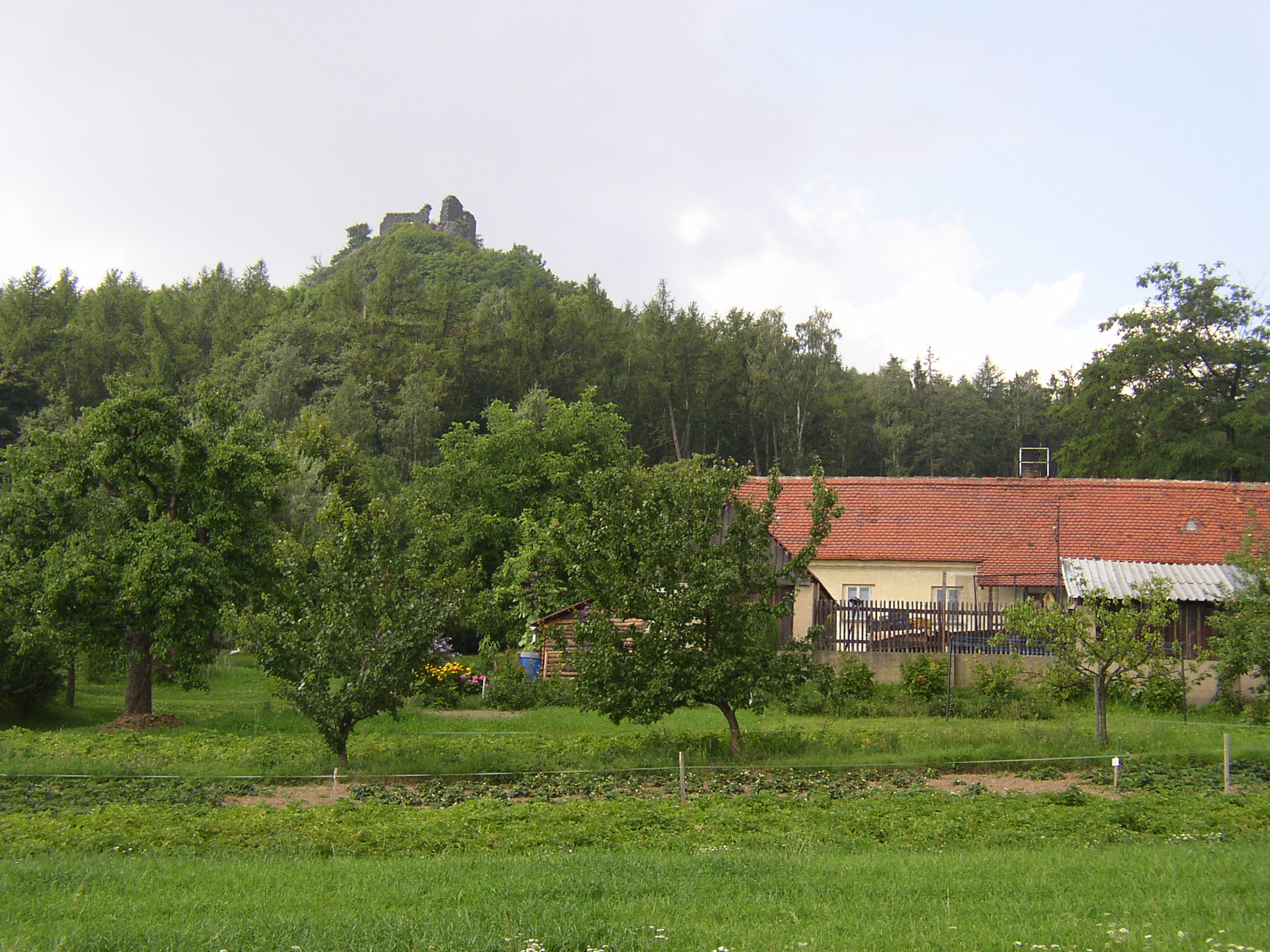
Vrch z Děkovky
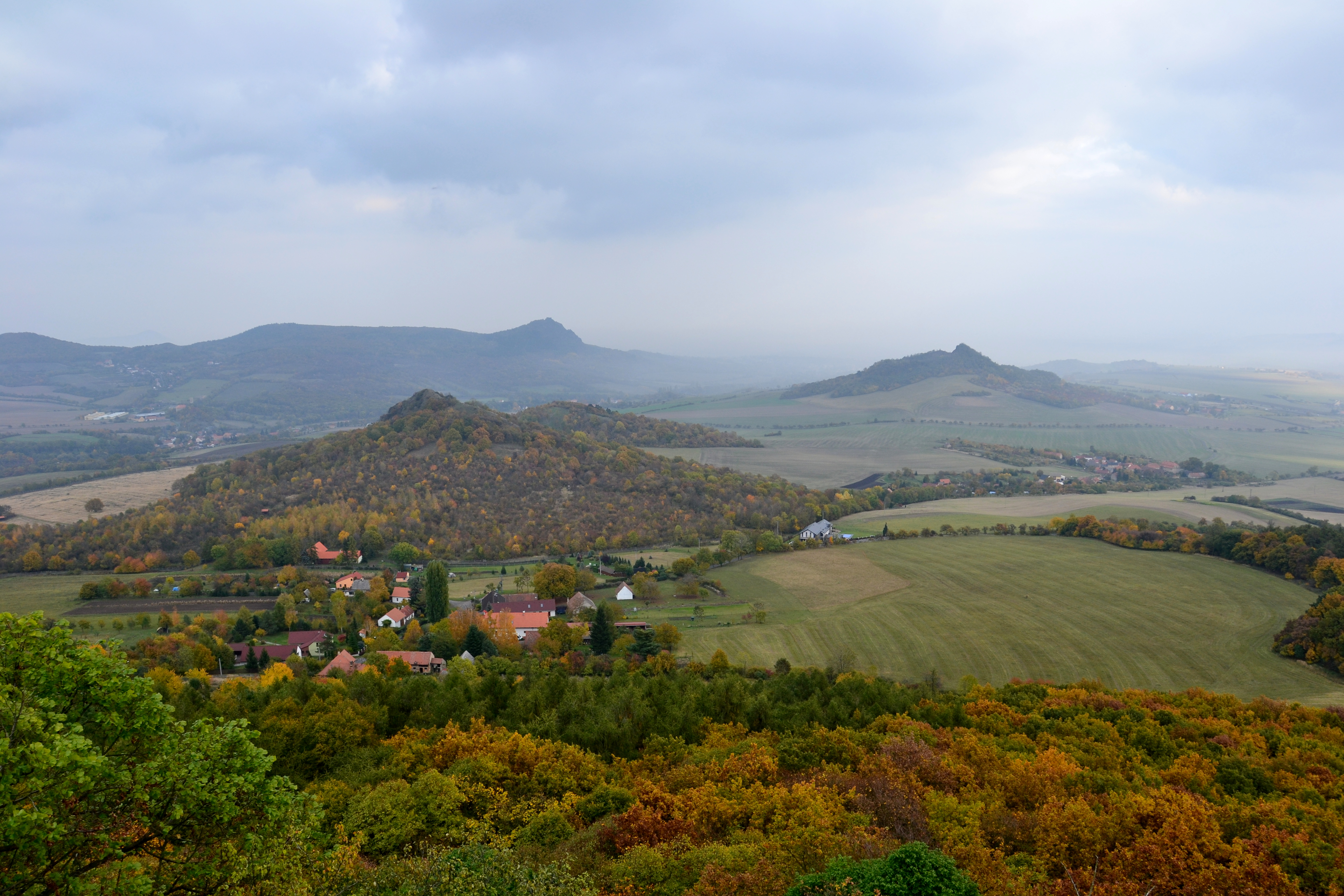
Pohled z vrcholu na východ k Děkovce a vrchu Plešivec
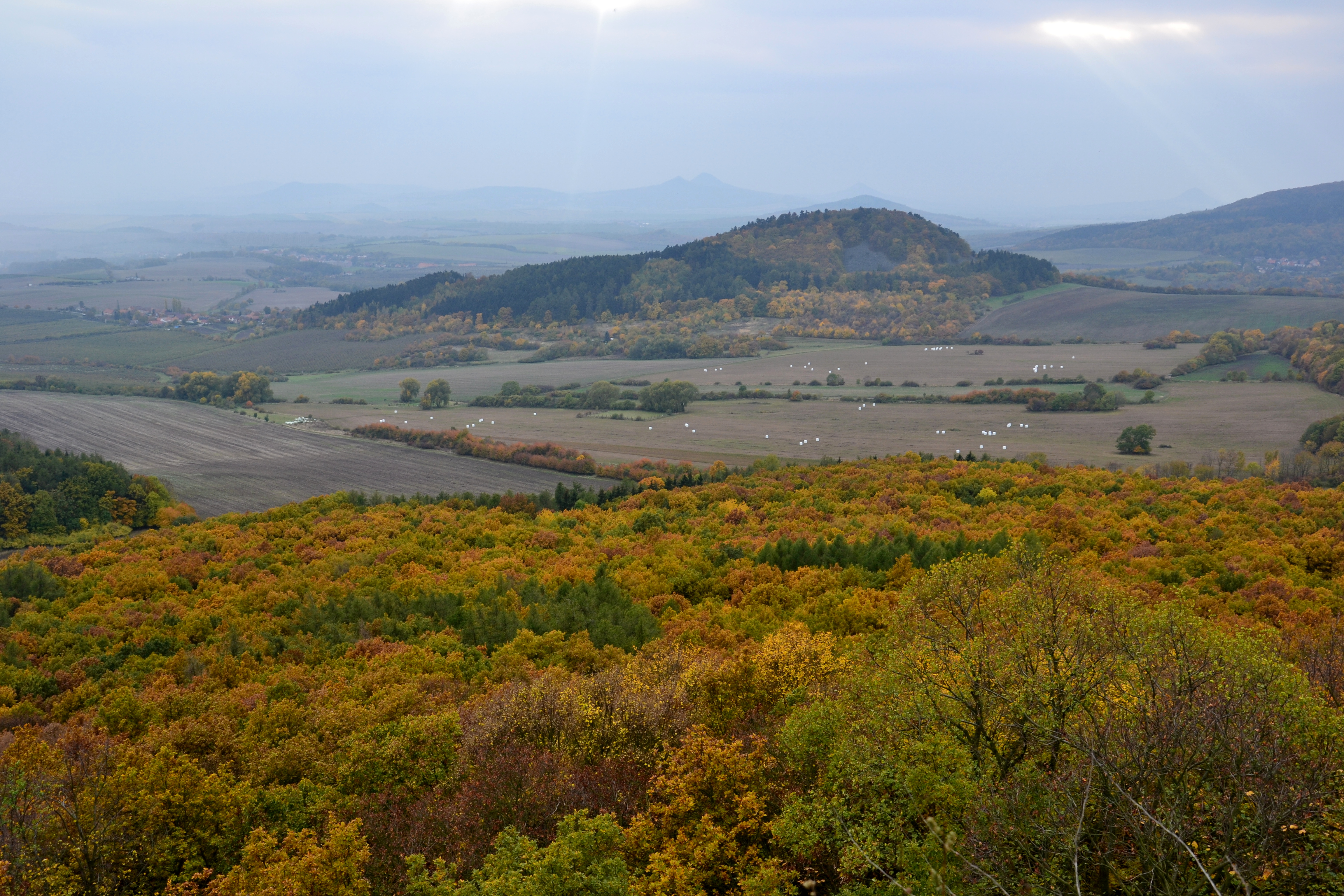
Pohled na jihovýchod k Blešenskému vrchu, kde stál hrad neznámého jména